# Río Zapotitlán
El Zapotitlán —o río Salado, como se le conoce localmente en Zapotitlán Salinas— es una corriente de agua que corre por la Mixteca Baja Poblana, en el sureste del estado de Puebla (México). 
El Zapotitlán nace en las estribaciones de la Sierra de Zapotitlán, a una altitud de aproximadamente 1700 m s. n. m. Baja de la sierra hasta el valle de Zapotitlán, de donde pasa al valle de Tehuacán, para unirse con el río Tehuacán. Estos ríos forman parte de la cuenca hidrológica del río Papaloapan, uno de los más caudalosos de México, que desagua en la costa veracruzana del Golfo. 
Las condiciones de salinidad del suelo provocan que el agua de esta corriente sea salada, lo que dificulta su aprovechamiento para la agricultura. Sin embargo, esta característica fue bien aprovechada por los pueblos popolocas y mixtecos precolombinos de la zona. La explotación de sal en la ribera del río permitió el desarrollo de Cuthá, uno de los principales sitios arqueológicos de la cultura mixteca-popoloca. 